# Бубнов Олександр Анатолійович
Олександр Анатолійович Бубнов (нар. 31 жовтня 1959, Майкоп, СРСР) — радянський і український сценарист, режисер, художник-аніматор. Зокрема відомий як художник, режисер і автор сценарію фільму «Остання дружина Синьої Бороди» (1996), а також сатиричних мультфільмів «Шерлок Холмс і Доктор Ватсон».

## Біографія
Народився 31 жовтня 1959 року в місті Майкоп. Закінчив Київський інженерно-будівельний інститут за спеціальністю архітектура у 1986 році. У 1988 році закінчив курси художників-мультиплікаторів при студії «Київнаукфільм»
У 1988–1990 роках працював на студії «Київнаукфільм», зокрема був аніматором у другій частині фільму «Острів скарбів».
У 1990–1992 роках навчався на Вищих курсах сценаристів і режисерів у майстерні Едуарда Назарова і Федора Хитрука
У 1994 році працював на студії «Пілот», де відповідав за створення рекламних роликів і кліпів.
У 1992–1994 і 1995–1999 роках працював на анімаційній студії «Борисфен-Лютес». Під час роботи на цій студії було створено фільми «Клініка» і «Остання дружина Синьої Бороди».
У 1999–2001 роках брав участь у створенні графіки для серіалу «Talis and the thousand Tasks» (Таліс і тисячі подвигів) виробництва Франції. У 2001–2002 роках створював графічних персонажів для серіалу «Pigeon boy» (Хлопчик—голуб) також виробництва Франції.
У 2008 році почав збір коштів на випуск продовження фільму «Шерлок Холмс і доктор Ватсон» у власному блозі. Проте грошей достатньо зібрати не вдалося. Тоді невідомий бізнесмен погодився оплатити створення фільму. У 2012 році фільм «Шерлок Холмс і чорні чоловічки» було випущено на студії «Бубен» (Україна). 6 серій анімації не підходили для формату телебачення, тому Бубнов і його меценат виклали їх у вільний доступ в інтернет.
Під час українсько-російського конфлікту 2014 року Олександр Бубнов у власному блозі закликав до миру, а також заявив, що вважає себе російськомовним українцем російського етнічного походження.
За кілька років до повномасштабного вторгнення Росії Олександр перервав звʼязки з країною-агресором. 
За підтримки Держкіно України у 2018 році зняв анімаційний фільм «Пуповина», який брав участь у багатьох міжнародних фестивалях.

## Фільмографія
- 2020-2022 — «музичні відео для київського бенду «Гибкий Чаплин»»  -
- 2018 — «Пуповина»
- 2016 — «Казочка про Яйце»
- 2014 — «Шерлок Холмс і Королівські іграшки» (планується)
- 2012 — «Шерлок Холмс і чорні чоловічки» — Сценарій, режисура, створення графіки, анімація
- 2005 — «Шерлок Холмс і доктор Ватсон: Вбивство лорда Вотербрука» — Сценарій, режисура, створення графіки, анімація
- 2001–2002 — «Pigeon Boy» (серіал) (26 серій по 26 хвилин) — Графічне створення персонажів і декорацій
- 1999–2001 — «Talis» (серіал) (52 серії по 13 хвилин) — Графічне створення персонажів і декорацій
- 1998 — «Pigeon Boy», пілот до серії 45 — Створення графіки, анімація
- 1998 — «Синя шапочка» — анімація
- 1996 — «Остання дружина Синьої Бороди» — Сценарій, режисура, створення графіки, анімація
- 1994–1995 — Робота над рекламними роликами, студія «Пілот» — Сценарист, режисер, аніматор
- 1993 — «Клініка» — Сценарій, режисура, створення графіки, анімація
- 1990 — «Страсті-мордасті» (збірник мініатюр):
  - 1990 — «Втеча» (реж. Володимир Гончаров) — сценарист, художник-постановник
  - 1990 — «Гість» — аніматор, режисер (у співавт. з Вадимом Тюряєвим)
  - 1990 — «Колобок» (реж. Валерій Конопльов) — сценарист
- 1988 — «Острів скарбів» — аніматор
- 1989 — «Солодке життя» — аніматор
- 1989 — «Найкрасивіша» — аніматор
- 1989 — «Смерть чиновника» — аніматор

## Нагороди
Близько 10 призів на кінофестивалях:
- 2006 — Приз за драматургію і 3-е місце в рейтингу Відкритого російського фестивалю анімаційного кіно в Суздалі (за стрічку «Шерлок Холмс і доктор Ватсон: Вбивство лорда Вотербрука»)
- 2006 — Гран-прі фестивалю «Мультівіденія» («Шерлок Холмс і доктор Ватсон: Вбивство лорда Вотербрука»)
- 2006 — Номінація на приз Російської Кіноакадемії «Золотий Орел» («Шерлок Холмс і доктор Ватсон: Вбивство лорда Вотербрука»)
- 1997 — Гран-прі міжнародного фестивалю в Монреалі («Остання дружина Синьої Бороди»)
- 1998 — Спеціальний приз за гумор у Загребі («Остання дружина Синьої Бороди»)
- 1997 — Приз фестивалю короткометражних фільмів у Віллербанні («Остання дружина Синьої Бороди»)
- 1993 — Приз фестивалю «КРОК» («Клініка»)
- 1993 — Приз фестивалю «Молодість» («Клініка»)
- Спеціальний приз журі фестивалю в Сієнні, Італія, та ін («Остання дружина Синьої Бороди»)